# العدواني
العدواني هو الشيخ محمد بن محمد بن عمر العدواني المشهور بالعدواني، وعدوان هي قبيلة قيسية مشهورة في صحراء الجزائر (وادي سوف) عاش في القرن الحادي عشر هجري السابع عشر ميلادي يبدو أنه عاصر العديد من الأحداث في زمانه مثل حروب الشابية مع حكام تونس والجزائر ودخول الأتراك إلى قسنطينة والزاب، عرف بالتصوف واشتهر بكتابه المسمى تاريخ العدواني، عاش باللجة بواد سوف ومات فيها ودفن بالزقم ولا زال قبره بها إلى اليوم.

## كتابه تاريخ العدواني
الكتاب ليس له عنوان وإنما اشتهر باسم مؤلفه، يعد كتابه مصدرًا هامًا لكثير من الأحداث التي جرت في أواسط القرن الحادي عشر هجري، إذ تعد هذه الحقبة من تاريخ الجزائر وتونس قليلة المصار التاريخية، حيث يذكر ثورة الشابية والقبائل العربية والبربرية وحوادثها وأسماء المدن والأماكن في الشرق الجزائري وتونس، ويذكر الحالة الاجتماعية والسياسية السائدة في تلك الحقبة، كما لا يخلو الكتاب من بعض الخرافات والأساطير.